# هفته مد هند

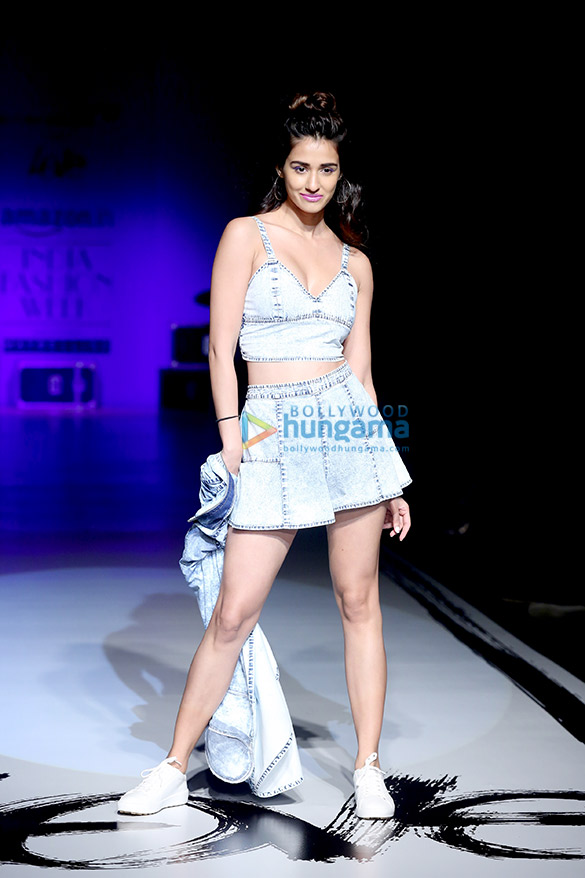
دیشا پاتانی در هفته مد هند، 2016

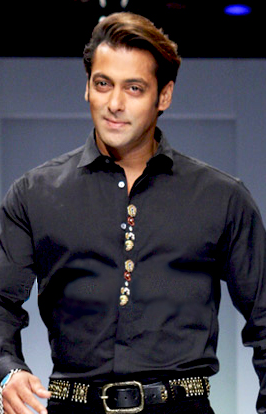
سلمان خان در حال قدم زدن روی سطح شیب دار، هفته مد هند

هفته مد هند یک هفته مد دو سالانه است که توسط شورای طراحی مد هند برگزار و ترویج می شود. از سال 2006 تا 2014 توسط ویلز لایف استایل حمایت مالی شد تا اینکه Amazon.in اسپانسر آن شد. اولین رویداد در سال 2000 آثار 33 طراح را به نمایش گذاشت. همچنین بیش از سی مجری در هفته مد بهار در مارس 2013 حضور داشتند 
صنعت مد هند با رویدادهای بین المللی مانند هفته مد هند و نمایش های سالانه طراحان مد در شهرهای بزرگ کشور به یک صنعت رو به رشد تبدیل شده است.